# 아시리아 집단학살

아시리아, 칼데아, 시리아 집단 학살 경로 지도.

아시리아 집단학살(아람어: ܩܛܠܐ ܕܥܡܐ ܐܬܘܪܝܐ 켈마 암마 아우라야) 또는 사이포(Sayfo)는 제1차 세계대전 당시 오스만 제국군과 일부 쿠르드족이 아나톨리아 남동부와 페르시아 아제르바이잔 지방에서 아시리아인/시리아 기독교인을 대량 학살하고 추방한 사건이다.
아시리아인들은 시리아 정교회, 아시리아 동방교회, 칼데아 가톨릭교회 등 서로 적대적인 교회로 나뉘었다. 제1차 세계 대전 이전에 이들은 오스만 제국의 산악 지대와 외딴 지역에 살았다.(일부는 사실상 무국적자였다.) 아시리아인들의 폭력과 위험은 제국의 19세기 중앙집권화 노력에 의해 증가했다.
아시리아 집단학살은 1915년 1월부터 5월까지 오스만 제국이 아제르바이잔을 점령하는 동안 시작되었으며, 이 기간 동안 오스만 군대와 친오스만 쿠르드족에 의해 학살이 자행되었다. 비틀리스 지방에서는 페르시아에서 돌아온 오스만 군대가 현지 쿠르드족 부족과 합류해 현지 기독교인(아르메니아인과 아시리아인)을 학살했다. 오스만 군대와 쿠르드족은 1915년 중반에 아시리아의 하카리 부족을 공격했고, 부족들이 협력적인 군사 방어를 구축했음에도 불구하고 9월에 그들을 몰아냈다. 주지사 메메드 레시드는 시리아 기독교인을 포함해 디야르베키르 지방의 모든 기독교 공동체를 학살했으며, 투르 압딘 일부 지역에서는 산발적인 무력 저항에 직면했다. 훨씬 남쪽에 사는 오늘날 이라크와 시리아의 오스만 아시리아인들은 학살의 대상이 아니었다.
아시리아 집단학살은 아르메니아인 집단학살과 동시에 일어났고, 이와 밀접한 관련이 있지만, 아시리아 집단학살은 덜 체계적이었던 것으로 여겨진다. 오스만 정부보다 현지 행위자들의 역할이 컸지만, 후자는 특정 아시리아인들에 대한 공격을 명령하기도 했다. 살해 동기에는 일부 아시리아 공동체들 사이에서 오스만 제국에 대한 충성심 부족, 이들의 땅을 차지하려는 욕구가 포함되었다. 1919년 파리 강화회의에서 아시로-찰드 대표단은 인명피해만 25만 명(전쟁 전 인구의 약 절반)이나 된다고 발표했는데, 이 수치의 정확성은 알 수 없다. 이후 1923년 로잔 회의에서 사망자 수를 27만 5천 명으로 추산하는 것으로 수정했다. 아시리아 집단학살은 아르메니아인 집단 학살보다 더 적게 연구되었다. 1990년대부터 아시리아 디아스포라가 주도하여 해당 사건을 집단 학살로 인정받으려는 노력이 시작되었다. 오스만 제국의 아시리아인들이 집단 학살의 피해자였음을 인정하는 국가들이 여럿 있지만, 튀르키예 정부는 이 주장을 부정한다.

## 배경
현재 아시리아인, 칼데아인, 아람인이라고 불리는 사람들은 상부 메소포타미아 출신이며 역사적으로 아람어를 사용했으며 이들의 조상은 기원후 1세기에 기독교로 개종했다. 시리아 기독교의 첫 번째 주요 이교는 사산 제국의 기독교인들이 로마 제국의 공식적인 종교로부터 그들을 구별하기 위해 동방교회를 형성했던 410년으로 거슬러 올라간다. 서시리아 전례(훗날 시리아 정교회)는 로마 통치자들에 의해 신학적 차이로 박해를 받았지만, 동방 교회와는 분리된 채로 남아 있었다. 시리아 기독교의 분열은 제국 간의 정치적 분열과 성직자들 간의 개인적인 적대감에 의해 촉발되었다.
십자군 전쟁과 몽골의 침공으로 중동 기독교 사회는 황폐해졌다. 16세기와 17세기에 각각 칼데아 가톨릭교회와 시리아 가톨릭교회는 동방교회와 시리아 정교회에서 분리되어 가톨릭교회와 완전상통되었다. 다른 교회들은 모두 이단으로 간주되었다.

### 오스만 제국의 아시리아인

1919년 평화 회의에서 아시리아-칼데아 대표단이 제시한 전쟁 전 아시리아인 인구의 비율.
50% 이상
30–40%
20–30%
10–20%
5–10%

오스만 제국은 밀레트에서 민족이 아닌 종교적 교파를 인정했는데, 이는 시리아 정교회와 야쿠빌레르(시리아 정교회 또는 야코비테스), 나스투릴레르(동방 교회 또는 네스토리우스파), 켈다닐레르(칼데아 가톨릭 교회)였다. 19세기까지 이들 그룹은 아르메니아 밀레트의 일부였다. 오스만 제국의 아시리아인들은 국가의 통제를 피해 외딴 산간 지역에 정착하여 살았다. 이러한 원격성이 아시리아인들로 하여금 징병과 세금을 피할 수 있게 해주었지만, 내부적인 차이를 굳히고 아르메니아 민족 운동과 유사한 집단 정체성의 출현을 저지하기도 했다. 아르메니아인들과 달리 시리아 기독교인들은 오스만 상업의 불균형한 부분을 통제하지 못했고, 인근 적대국에서도 인구가 많지 않았다.
전쟁 전 아시리아인의 인구는 정확하게 추산되지 않았지만, 건트는 50만~60만 명으로 추정했다. 오스만 제국에서 아시리아인이 다수를 차지한 마을은 디야르베키르 지방(빌라예트)의 미다야트뿐이었다. 시리아 정교회 교인들은 투르 압딘으로 알려진 미디야트 주변의 구릉성 농촌 지역에 집중되어 거의 100개의 마을에 살면서 농업이나 수공업에 종사했다. 시리아 정교회 문화는 마르딘(투르 압딘 서쪽) 인근의 모르 가브리엘과 데이룰자파란 두 수도원이 중심이었다. 시리아인들의 거주지 외에도 샨르우르파, 하르푸트, 아드야만 등의 마을에도 많은 인구가 살고 있었다. 투르 아브딘의 시리아인 인구와는 달리 이들 시리아인 중 다수는 비아람어를 사용했다.
쿠드샤니스에 기반을 둔 동방 교회 총대주교 아래 아시리아 부족들은 오스만-페르시아 국경에 인접한 투르 압딘 동쪽의 하카리 산맥을 지배했다. 학카리는 산이 매우 많아 봉우리가 4,000m에 달하고 가파른 협곡으로 분리되어 있다. 많은 지역은 산비탈을 깎아 만든 오솔길을 통해서만 접근할 수 있었다. 아시리아 부족들은 쿠르드족의 동맹국들을 대신해 서로 싸우기도 했다. 동쪽에는 페르시아 우르미아호의 서쪽 해안가에서 동방의 교회가 시작되었고, 바로 북쪽에는 살라마스에 칼데아인의 거주지가 있었다. 비틀리스 지방의 시르트 주변(투르 압딘의 북동쪽과 학카리의 북서쪽, 학카리보다 산이 적은 곳)에는 칼데아인의 거주지가 있었지만, 대부분의 칼데아인은 오늘날 이라크에서 남쪽으로 더 멀리 떨어진 곳에 살았다.

### 갈등 악화

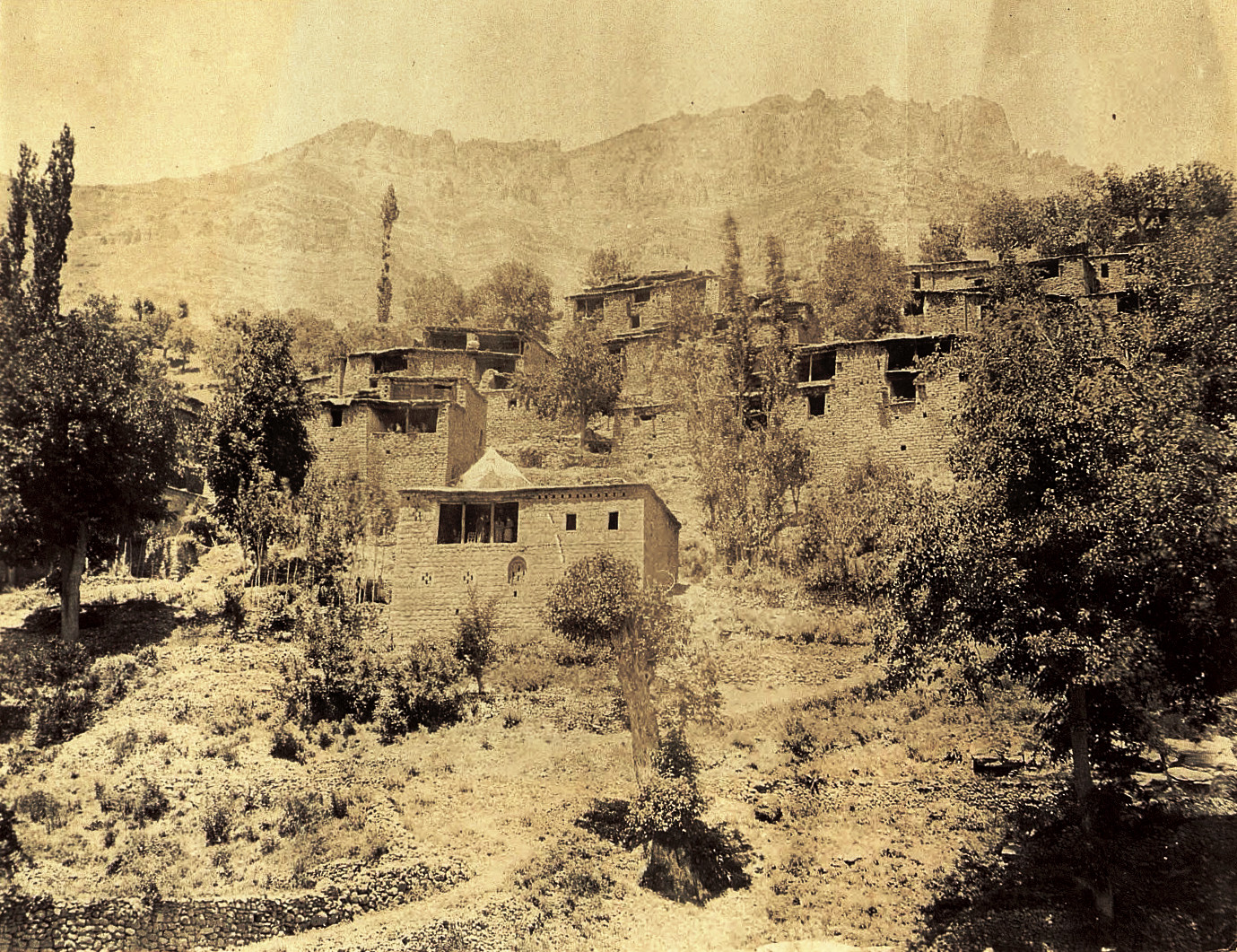
1900년 학카리의 바즈 마을 마타 크타타

비록 쿠르드족과 아시리아인은 서로 잘 통합되어 있었지만, 건트는 이 통합이 "폭력, 습격, 여성 납치와 강간, 인질 납치, 소 도둑질, 강도, 약탈, 마을의 횃불, 만성적인 불안 상태로 곧바로 이어졌다"고 썼다. 이들의 자치권을 유지하려는 아시리아의 노력은 사실상 무국적자 지역이었던 곳에 대한 통제권을 주장하려는 오스만 제국의 19세기 중앙집권화와 근대화에 대한 시도와 충돌했다. 아시리아인을 겨냥한 최초의 집단 폭력은 1840년대 중반 쿠르드족 에미르 베디르 칸이 학카리와 투르 압딘을 초토화시켜 수천 명이 사망했다. 부족간의 불화가 일어나는 동안, 폭력의 대부분은 반대 부족의 보호 아래 기독교 마을들을 향했다.
1877 ~ 1878년의 러시아-튀르크 전쟁 동안, 오스만 국가는 러시아와 싸우기 위해 쿠르드족에게 현대식 무기들로 무장했다. 전쟁의 끝에서 쿠르드족이 무기들을 돌려주기를 거부했을 때, 오래된 무기들에 의존했던 아시리아인들은 불리했고 점점 더 폭력에 시달렸다. 비정규 하미디예 기병대는 1880년대에 정부에 충성하는 쿠르드족 부족들로부터 형성되었으며, 민군법과 군사법을 면제받음으로써 처벌받지 않고 폭력을 행사할 수 있었다. 쿠르드 샤이크 형태의 정치적 이슬람교의 등장은 아시리아인과 무슬림 쿠르드인 사이의 분열을 확대시키기도 했다. 1895년 디야르베키르 학살로 많은 아시리아인들이 목숨을 잃었다. 1908년 젊은 튀르크 혁명 이후 아시리아는 새 정부가 반기독교 이슬람주의를 조장하는 것을 중단하기를 희망했지만, 폭력 사태는 더욱 악화되었다. 1908년 쿠르드족의 토후 바르와리에 의해 12,000명의 아시리아인이 리잔 계곡에서 추방되었다. 오스만 제국 당국은 쿠르드족의 공격을 막기 위해 아무 조치도 취하지 않았기 때문에, 동마르 시문 9세 베냐민 총대주교는 제1차 세계 대전 이전에 러시아 제국과 협상을 시작했다.

## 제1차 세계대전

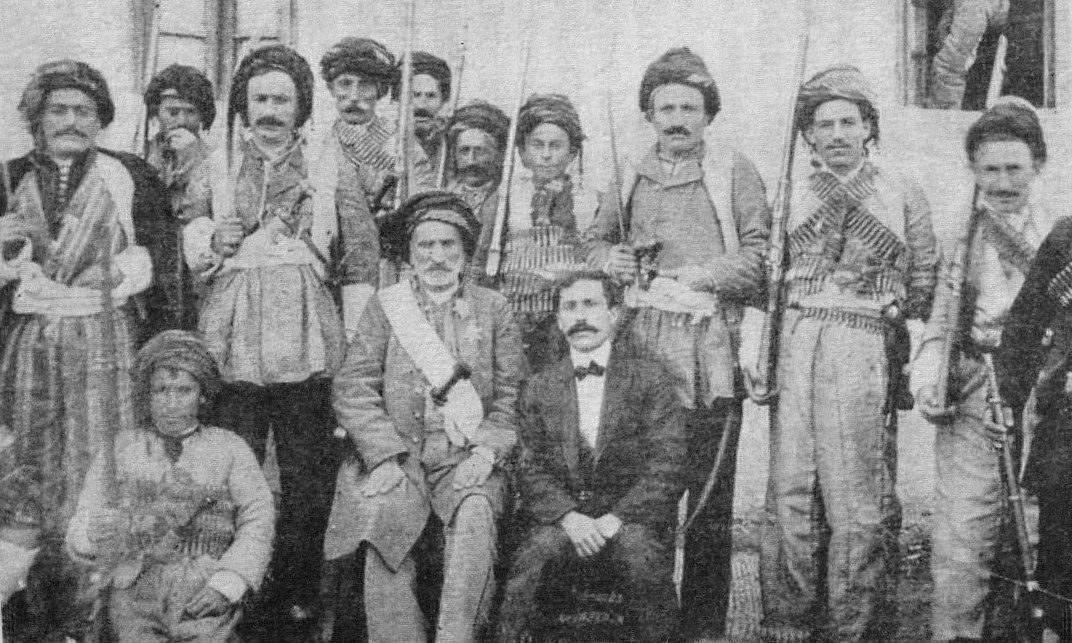
페르시아 국경 지역인 테르가와르 출신의 아시리아 전사들

전쟁 전 러시아와 오스만 제국은 서로 영토 내의 주민들에게 적진 뒤에서 게릴라전을 벌이도록 구애했다. 오스만 제국은 페르시아에 있는 아시리아인과 아제리인을 비롯해 캅카스 무슬림과 아르메니아인을 끌어들이려 했고, 러시아는 오스만제국에 거주하는 아르메니아인과 쿠르드인, 아시리아인을 주목했다. 전쟁 이전에 러시아는 아제르바이잔과 타브리즈를 포함한 페르시아 북동부 일부를 지배했다.
다른 대량 학살과 마찬가지로 아시리아 집단학살도 여러 가지 원인이 있었다. 민족주의의 부상은 경쟁적인 튀르크, 쿠르드, 페르시아, 아랍 민족주의 운동으로 이어졌고, 이는 아시리아인들이 거주하는 이미 분쟁이 많은 국경 지대에 폭력을 증가시키는 데 기여했다. 역사학자 도날드 블록샴은 오스만 기독교인들을 보호한다는 전제하에 오스만 제국에 간섭하는 유럽 열강들의 부정적인 영향력을 강조한다. 이러한 제국주의는 오스만 기독교인들을 보복 공격의 위험에 빠뜨렸다. 1912년과 1913년 발칸 전쟁에서 오스만의 패배는 발칸 반도에서 이슬람교도 난민들의 탈출을 촉발했다. 통일진보위원회 정부는 제국에 충성하지 않는다고 여겨지는 인구들로부터 몰수된 땅에 동부 아나톨리아에 난민들을 재정착시키기로 결정했다. 기독교 인구의 추방과 인구가 감소한 지역에서의 무슬림들의 재정착은 직접적인 연관성이 있었다. 인구 대체의 목표는 발칸 무슬림들을 튀르크화하고 기독교 인구로부터 감지된 내부 위협을 종식시키는 것이었다. 지역 정치인들이 비이슬람교도들에게 폭력을 가하는 경향이 있는 가운데, 이러한 요인들은 대량학살의 전제조건을 만드는 데 도움이 되었다.
통일진보위원회의 정치인 엔베르 파샤는 자신에게 충성하는 준군사조직 특별조직을 세웠다. 그 조직원들 중 많은 수가 그 일로 출소한 범죄자들로 유죄 판결을 받은 사람들은 간첩과 공작원으로 활동했다. 오스만 제국은 1914년 7월 24일 전쟁에 총동원령을 내렸고, 얼마 지나지 않아 독일-오스만 동맹을 맺었다. 전쟁이 터졌을 때 아르메니아 혁명 연맹이 러시아에서 친 오스만 반란을 일으키면 1914년 8월 통일진보위원회는 아르메니아 회의에 대표단을 파견해 아르메니아 자치 지역을 제안했다. 아르메니아인들은 이를 거부했고, 건트에 따르면 8월 3일 반에서 마르 시문에게 비슷한 제안이 있었을 것으로 보인다. 쿠드샤니스로 돌아온 마르 시문은 추종자들에게 "튀르크인들에 대한 모든 의무를 엄격히 이행하라"고 촉구하는 편지를 보냈다. 하카리의 아시리아인들은 다른 오스만 제국의 신하들과 마찬가지로 오스만 군대에 징집되는 것을 거부했고, 많은 이들이 8월에 페르시아로 도망쳤다. 그러나 마르딘의 사람들은 징집을 받아들였다.

### 책
- Biner, Zerrin Özlem (2019). 《States of Dispossession: Violence and Precarious Coexistence in Southeast Turkey》 (영어). University of Pennsylvania Press. ISBN 978-0-8122-9659-4.
- Bloxham, Donald (2005). 《The Great Game of Genocide: Imperialism, Nationalism, and the Destruction of the Ottoman Armenians》 (영어). Oxford University Press. ISBN 978-0-19-927356-0.
- Gaunt, David (2006). 《Massacres, Resistance, Protectors: Muslim-Christian Relations in Eastern Anatolia During World War I》 (영어). Gorgias Press. ISBN 978-1-59333-301-0.
- Kaiser, Hilmar (2014). 《The Extermination of Armenians in the Diarbekir Region》 (영어). İstanbul Bilgi University Press. ISBN 978-605-399-333-9.
- Kévorkian, Raymond (2011). 《The Armenian Genocide: A Complete History》 (영어). Bloomsbury Publishing. ISBN 978-0-85771-930-0.
- Koohi-Kamali, Farideh (2003). 《The Political Development of the Kurds in Iran: Pastoral Nationalism》. Palgrave Macmillan UK. ISBN 978-0-230-53572-5.
- Sjöberg, Erik (2016). 《The Making of the Greek Genocide: Contested Memories of the Ottoman Greek Catastrophe》. Berghahn Books. ISBN 978-1-78533-326-2.
- Suny, Ronald Grigor (2015). 《"They Can Live in the Desert but Nowhere Else": A History of the Armenian Genocide》. Princeton University Press. ISBN 978-1-4008-6558-1.
- Üngör, Uğur Ümit (2011). 《The Making of Modern Turkey: Nation and State in Eastern Anatolia, 1913–1950》 (영어). Oxford University Press. ISBN 978-0-19-965522-9.
- Yacoub, Joseph (2016). 《Year of the Sword: The Assyrian Christian Genocide: A History》. Hurst. ISBN 978-0-19-063346-2.

### 챕터
- Altuğ, Seda (2021). 〈Culture of Dispossession in the Late Ottoman Empire and Early Turkish Republic〉. 《Reverberations: Violence Across Time and Space》 (영어). University of Pennsylvania Press. 83–116쪽. ISBN 978-0-8122-9812-3.
- Donef, Racho (2017). 〈Sayfo and Denialism: A New Field of Activity for Agents of the Turkish Republic〉. 《Let Them Not Return: Sayfo – The Genocide Against the Assyrian, Syriac, and Chaldean Christians in the Ottoman Empire》. Berghahn Books. 205–218쪽. ISBN 978-1-78533-499-3.
- Gaunt, David; Atto, Naures; Barthoma, Soner O. (2017). 〈Introduction: Contextualizing the Sayfo in the First World War〉. 《Let Them Not Return: Sayfo – The Genocide Against the Assyrian, Syriac, and Chaldean Christians in the Ottoman Empire》. Berghahn Books. 1–32쪽. ISBN 978-1-78533-499-3.
- Gaunt, David (2011). 〈The Ottoman Treatment of the Assyrians〉. 《A Question of Genocide: Armenians and Turks at the End of the Ottoman Empire》. Oxford University Press. 245–259쪽. ISBN 978-0-19-978104-1.
- Gaunt, David (2013). 〈Failed Identity and the Assyrian Genocide〉. 《Shatterzone of Empires: Coexistence and Violence in the German, Habsburg, Russian, and Ottoman Borderlands》 illurat판. Indiana University Press. 317–333쪽. ISBN 978-0-253-00631-8.
- Gaunt, David (2017). 〈Sayfo Genocide: The Culmination of an Anatolian Culture of Violence〉. 《Let Them Not Return: Sayfo – The Genocide Against the Assyrian, Syriac, and Chaldean Christians in the Ottoman Empire》. Berghahn Books. 54–69쪽. ISBN 978-1-78533-499-3.
- Gaunt, David (2020). 〈The Long Assyrian Genocide〉. 《Collective and State Violence in Turkey: The Construction of a National Identity from Empire to Nation-State》 (영어). Berghahn Books. 56–96쪽. ISBN 978-1-78920-451-3.
- Hellot, Florence (2003). 〈La fin d'un monde: les assyro-chaldéens et la première guerre mondiale〉 [The end of a world: the Assyro-Chaldeans and the First World War]. 《Chrétiens du monde arabe: un archipel en terre d'Islam》 [Christians of the Arab world: an archipelago in the land of Islam] (프랑스어). Autrement. 127–145쪽. ISBN 978-2-7467-0390-2.
- Hellot-Bellier, Florence (2018). 〈The Increasing Violence and the Resistance of Assyrians in Urmia and Hakkari (1900–1915)〉. 《Sayfo 1915: An Anthology of Essays on the Genocide of Assyrians/Arameans during the First World War》. Gorgias Press. 107–134쪽. ISBN 978-1-4632-0730-4.
- Hofmann, Tessa (2018). 〈The Ottoman Genocide of 1914–1918 against Aramaic-Speaking Christians in Comparative Perspective〉. 《Sayfo 1915: An Anthology of Essays on the Genocide of Assyrians/Arameans during the First World War》. Gorgias Press. 21–40쪽. ISBN 978-1-4632-0730-4.
- Kieser, Hans-Lukas; Bloxham, Donald (2014). 〈Genocide〉. 《The Cambridge History of the First World War: Volume 1: Global War》. Cambridge University Press. 585–614쪽. ISBN 978-0-511-67566-9.
- Müller-Sommerfeld, Hannah (2016). 〈The League of Nations, A-Mandates and Minority Rights during the Mandate Period in Iraq (1920–1932)〉. 《Modernity, Minority, and the Public Sphere》 (영어). Brill. 258–283쪽. ISBN 978-90-04-32328-5. 2022년 2월 10일에 원본 문서에서 보존된 문서. 2022년 2월 10일에 확인함.
- Murre-van den Berg, Heleen (2018). 〈Syriac Identity in the Modern Era〉. 《The Syriac World》 (영어). Routledge. 770–782쪽. ISBN 978-1-317-48211-6.
- Naby, Eden (2017). 〈Abduction, Rape and Genocide: Urmia’s Assyrian Girls and Women〉. 《The Assyrian Genocide: Cultural and Political Legacies》. Routledge. 158–177쪽. ISBN 978-1-138-28405-0.
- Polatel, Mehmet (2019). 〈The State, Local Actors and Mass Violence in Bitlis Province〉. 《The End of the Ottomans: The Genocide of 1915 and the Politics of Turkish Nationalism》 (영어). Bloomsbury Academic. 119–140쪽. ISBN 978-1-78831-241-7.
- Talay, Shabo (2017). 〈Sayfo, Firman, Qafle: The First World War from the Perspective of Syriac Christians〉. 《Let Them Not Return: Sayfo – The Genocide Against the Assyrian, Syriac, and Chaldean Christians in the Ottoman Empire》. Berghahn Books. 132–147쪽. ISBN 978-1-78533-499-3.
- Talay, Shabo (2018). 〈Sayfo 1915: the Beginning of the End of Syriac Christianity in the Middle East〉. 《Sayfo 1915: An Anthology of Essays on the Genocide of Assyrians/Arameans during the First World War》 (영어). Gorgias Press. 1–20쪽. ISBN 978-1-4632-3996-1.
- Tamcke, Martin (2009). 〈World War I and the Assyrians〉. 《The Christian Heritage of Iraq: Collected papers from the Christianity of Iraq I-V Seminar Days》 (영어). Gorgias Press. 203–220쪽. ISBN 978-1-4632-1713-6.
- Üngör, Uğur Ümit (2017). 〈How Armenian was the 1915 Genocide?〉. 《Let Them Not Return: Sayfo – The Genocide Against the Assyrian, Syriac, and Chaldean Christians in the Ottoman Empire》. Berghahn Books. 33–53쪽. ISBN 978-1-78533-499-3.
- Wolvaardt, Adriaan (2014). 〈Inclusion and Exclusion: Diasporic Activism and Minority Groups〉. 《Muslim Citizens in the West: Spaces and Agents of Inclusion and Exclusion》. Ashgate Publishing. 105–124쪽. ISBN 978-0-7546-7783-3.
- Wozniak, Marta (2012). 〈Far from Aram-Nahrin: The Suryoye Diaspora Experience〉. 《Border Terrains: World Diasporas in the 21st Century》 (영어). Brill. 73–83쪽. ISBN 978-1-84888-117-4.
- Yalcin, Zeki (2009). 〈The Turkish Genocide against Christian Minorities during WW1 from the Perspective of Contemporary Scandinavian Observers〉. 《Suryoye l-Suryoye: Ausgewählte Beiträge zur aramäischen Sprache, Geschichte und Kultur》 [Suryoye l-Suryoye: Selected Contributions to Aramaic Language, History and Culture] (영어). Gorgias Press. 213–228쪽. ISBN 978-1-4632-1660-3.
- Yuhanon, B. Beth (2018). 〈The Methods of Killing Used in the Assyrian Genocide〉. 《Sayfo 1915: An Anthology of Essays on the Genocide of Assyrians/Arameans during the First World War》 (영어). Gorgias Press. 177–214쪽. ISBN 978-1-4632-3996-1.

### 저널 기사
- Atto, Naures (2016). “What Could Not Be Written: A Study of the Oral Transmission of Sayfo Genocide Memory Among Assyrians”. 《Genocide Studies International》 10 (2): 183–209. doi:10.3138/gsi.10.2.04.
- Biner, Zerrin Özlem (2011). “Multiple imaginations of the state: understanding a mobile conflict about justice and accountability from the perspective of Assyrian–Syriac communities”. 《Citizenship Studies》 15 (3–4): 367–379. doi:10.1080/13621025.2011.564789.
- Gaunt, David (2010년 10월 4일). “Identity conflicts among Oriental Christian in Sweden”. 《Sens public》. 2022년 2월 10일에 원본 문서에서 보존된 문서. 2022년 2월 10일에 확인함.
- Gaunt, David (2015). “The Complexity of the Assyrian Genocide”. 《Genocide Studies International》 (영어) 9 (1): 83–103. doi:10.3138/gsi.9.1.05. ISSN 2291-1847.
- Hellot-Bellier, Florence (2020). “Les relations ambiguës de la France et des Assyro-Chaldéens dans l'histoire. Les mirages de la "protection"” [The ambiguous relations of France and the Assyro-Chaldeans in history. The mirages of "protection"]. 《Les Cahiers d'EMAM》 (프랑스어) (32). doi:10.4000/emam.2912. ISSN 1969-248X. 2020년 5월 8일에 원본 문서에서 보존된 문서. 2021년 3월 13일에 확인함.
- Koinova, Maria (2019). “Diaspora coalition-building for genocide recognition: Armenians, Assyrians and Kurds” (PDF). 《Ethnic and Racial Studies》 42 (11): 1890–1910. doi:10.1080/01419870.2019.1572908. 2022년 3월 3일에 원본 문서 (PDF)에서 보존된 문서. 2022년 2월 19일에 확인함.
- Lundgren, Svante (2021). “Why did the Assyrian lobbying at the Paris Peace Conference fail?”. 《Chronos》 (영어) 41: 63–73. doi:10.31377/chr.v41i.689 (년 이후로 접속 불가 2023-08-01). ISSN 1608-7526. 2022년 1월 22일에 원본 문서에서 보존된 문서. 2022년 1월 22일에 확인함.
- Yacoub, Joseph (2018). “Longtemps méconnu par la communauté internationale: le génocide assyro-chaldéen de 1915” [Long ignored by the international community: the Assyro-Chaldean genocide of 1915]. 《Relations Internationales》 (프랑스어) 173 (1): 45. doi:10.3917/ri.173.0045.

## 추가 문헌
- Akdemir, Mary (2023). 〈Big Secrets, Small Villages: The Collective Memory of the Assyrian Genocide〉. 《The Genocide of the Christian Populations in the Ottoman Empire and its Aftermath (1908-1923)》. Taylor & Francis. ISBN 978-1-000-83361-4.
- Gaunt, David (2023). 〈Late Recognition of the Assyrian Genocide〉. 《The Genocide of the Christian Populations in the Ottoman Empire and its Aftermath (1908-1923)》. Taylor & Francis. ISBN 978-1-000-83361-4.
- Lundgren, Svante (2023). “When the Assyrian Tragedy Became Seyfo: A Study of Swedish-Assyrian Politics of Memory”. 《Genocide Studies International》 14 (2): 95–108. doi:10.3138/GSI-2022-0002. S2CID 257178308.